# Wagner Rubinelli
Wagner Rubinelli (Santo André, 22 de fevereiro de 1964) é um advogado e professor universitário filiado a Rede Sustentabilidade, foi deputado federal pelo Estado de São Paulo, secretário municipal e atualmente vereador de Mauá.

## Biografia
Mudou-se para Mauá em 1976, é advogado e Professor de Direito Constitucional, foi Secretário de Trabalho e Renda do município, eleito Vereador por cinco mandatos na cidade de Mauá, foi Deputado Federal durante o período de (2003/2005) membro titular da Comissão de Constituição e Justiça da Câmara Federal, Secretário de Assuntos Jurídicos de Mauá e Secretário de Desenvolvimento Econômico, Assessor Jurídico da Câmara Municipal de São Bernardo do Campo, Diretor Jurídico da Câmara Municipal de Rio Grande da Serra, Diretor de Programas e Projetos do Consórcio Intermunicipal do Grande ABC, formado em Direito pela Universidade Brás Cubas, tem pós-graduação em Direito Constitucional, Pós Graduação em Direito Eleitoral pela Escola Paulista da Magistratura de SP e Extensão Universitária em Direito Penal Econômico pela PUC.

## Carreira política

### Deputado Federal por São Paulo (2003-2005)
Como Deputado Federal foi membro das comissões permanentes de Ciência e Tecnologia, Comunicação e Informática, Constituição e Justiça e de Cidadania, Defesa do Consumidor, e as comissões especiais de Reforma do Judiciário, CPI: Pirataria de Produtos Industrializados, Tráfico de Órgãos Humanos.
Propôs a PEC (Proposta de Emenda a Constituição) que cria a Justiça Ambiental no Brasil.
Um de seus principais projetos de lei foi o que visa regulamentar o uso de algemas no Brasil, com isso se tornou uma das mais ativas vozes na questão dos Direitos Humanos no país.
Foi relator de plenário representando a Comissão de Constituição e Justiça do projeto de lei que criou a Universidade Federal do ABC (UFABC).
Destacou-se por seus projetos emergentes para a melhoria da segurança pública no Estado de São Paulo.

### Secretário Municipal de Trabalho e Renda de Mauá (2017-2019)
Em maio de 2017 foi nomeado pelo então prefeito de Mauá Atila Jacomussi (PSB) como Secretário Municipal de Trabalho e Renda, substituindo o ex-deputado estadual Alcides Amazonas, respondendo pelo referido cargo até 4 de abril de 2019 quando pediu exoneração a então prefeita interina da cidade, Alaíde Doratioto Damo (MDB), que respondia pelo comando do paço municipal enquanto o então prefeito titular estava em prisão preventiva.

### Secretário de Administração de Mauá (2021-2022)
Wagner, então filiado ao PTB, apoiou em 2020 a candidatura de Marcelo Oliveira à prefeitura de Mauá, feito este que ocasionou sua nomeação ao cargo de Secretário Municipal de Administração. No dia 4 de janeiro de 2021 foi empossado no cargo permanecendo no mesmo até 16 de março de 2022 quando pediu exoneração ao prefeito, que nomeou sua esposa, a ex-vereadora de Mauá e presidente da Rede Sustentabilidade na cidade Cássia Rubinelli em seu lugar. ao pedir exoneração a Marcelo, Wagner alegou que iria voltar a dedicar-se a advocacia no município.

### Vereador de Mauá (2025-atualidade)
Na eleição municipal de Mauá em 2024 foi novamente candidato a vereador, desta vez pela Rede Sustentabilidade, legenda que ingressou em 2024. Alcançou a 5.ª vitória à vereança em Mauá, com 3.117 votos, sendo o 18.º vereador mais votado no município no pleito que reelegeu Marcelo Oliveira no cargo de prefeito.

## Desempenho eleitoral
| Ano  | Eleição               | Cargo             | Partido                  | Partido | Coligação                        | Vice   | Votos para Wagner | Votos para Wagner | Votos para Wagner | Resultado  | Ref   |
| Ano  | Eleição               | Cargo             | Partido                  | Partido | Coligação                        | Vice   | Total             | %                 | P.                | Resultado  | Ref   |
| ---- | --------------------- | ----------------- | ------------------------ | ------- | -------------------------------- | ------ | ----------------- | ----------------- | ----------------- | ---------- | ----- |
| 1988 | Municipal de Mauá     | Vereador          |                          | PCB     | Partido Isolado                  |        | Sem Informações   | Sem Informações   | Sem Informações   | Não Eleito | [ 9 ] |
| 1992 | Municipal de Mauá     | Vereador          |                          | PT      | Partido Isolado                  | 699    | 0,44%             | 19.º              | Eleito            | [ 10 ]     |       |
| 1996 | Municipal de Mauá     | Vereador          | Partido Isolado          | PT      | 3.056                            | 1,77%  | 4.º               | Eleito            | [ 11 ]            |            |       |
| 1998 | Estadual de São Paulo | Deputado Estadual | PT, PCB, PPS, PMN, PCdoB | PT      | 27.582                           | 0,18%  | 137.º             | Não Eleito        | [ 10 ]            |            |       |
| 2000 | Municipal de Mauá     | Vereador          | PT, PMDB, PCdoB          | PT      | 3.235                            | 1,75%  | 6.º               | Eleito            | [ 10 ]            |            |       |
| 2002 | Estadual de São Paulo | Deputado Federal  | PT, PCB, PCdoB           | PT      | 81.339                           | 0,41%  | 74.º              | Não Eleito        | [ 10 ]            |            |       |
| 2006 | Estadual de São Paulo | Deputado Federal  |                          | PPS     | Partido Isolado                  | 17.295 | 0,08%             | 185.º             | Não Eleito        | [ 10 ]     |       |
| 2008 | Municipal de Mauá     | Vereador          | PPS, PSB                 | PPS     | 2.781                            | 1,26%  | 15.º              | Não Eleito        | [ 10 ]            |            |       |
| 2012 | Municipal de Mauá     | Vereador          |                          | PT      | PT, PSB                          | 2.897  | 1,31%             | 15.º              | Eleito            | [ 12 ]     |       |
| 2022 | Estadual de São Paulo | Deputado Federal  |                          | PSB     | Partido Isolado                  | 18.419 | 0,08%             | 196.º             | Não Eleito        | [ 10 ]     |       |
| 2024 | Municipal de Mauá     | Vereador          |                          | REDE    | Federação PSOL Rede (PSOL, Rede) | 3.117  | 1,45%             | 18.º              | Eleito            | [ 8 ]      |       |

## Outros trabalhos
Wagner Rubinelli é advogado, professor universitário com pós graduação em Direito Constitucional pela Universidade São Francisco e Pós Graduado em Direito Eleitoral pela Escola Paulista da Magistratura, e extensão em Direito Penal Empresarial PUC/SP.
Tem ampla atuação na área do Direito Administrativo, especificamente atuando na apresentação de defesas em ações de improbidade, ações civil pública, defesas junto ao Tribunal de Contas, defesas no âmbito eleitoral, defesas e acompanhamentos em licitações além de orientação e acompanhamento, sobre os cuidados que as empresas privadas devem ter ao atuar junto ao setor público.
É advogado atuante na área do Direito Administrativo, Eleitoral e também no Tribunal do Júri.